# Copris fricator
Espèce
Copris fricator est une espèce de coléoptères bousiers d'Amérique du Nord, de la famille des Scarabaeidae, de la sous-famille des Scarabaeinae.

## Synonymie
Cette espèce a de nombreux synonymes.
Selon BioLib (18 aout 2014)
- Copris anaglypticus Say, 1823
- Copris cartwrighti Robinson, 1941
- Copris indicus Gillet, 1910
- Scarabaeus fricator Fabricius, 1787
- Scarabaeus tullius Olivier, 1789